# Скрытый Микки

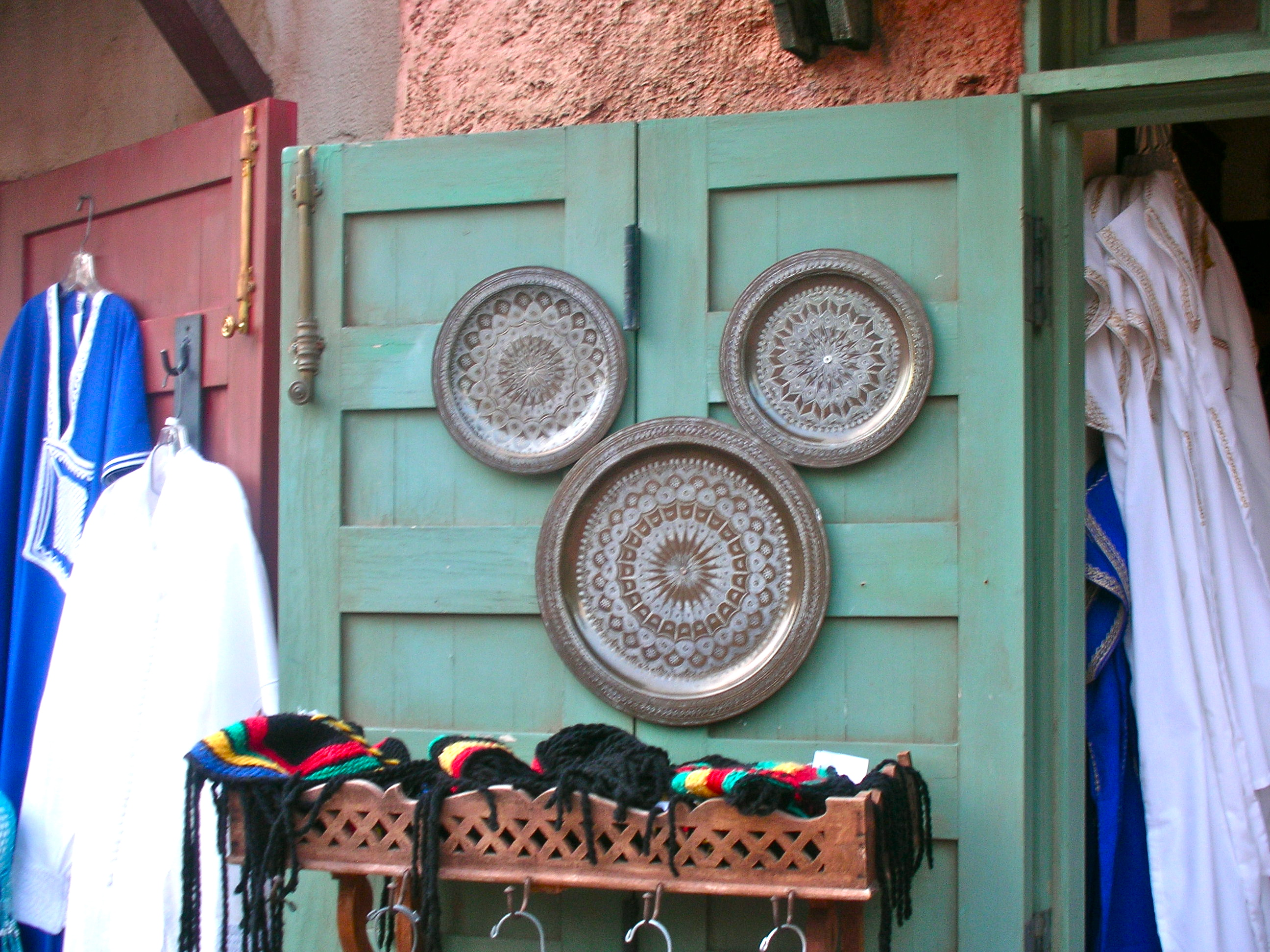

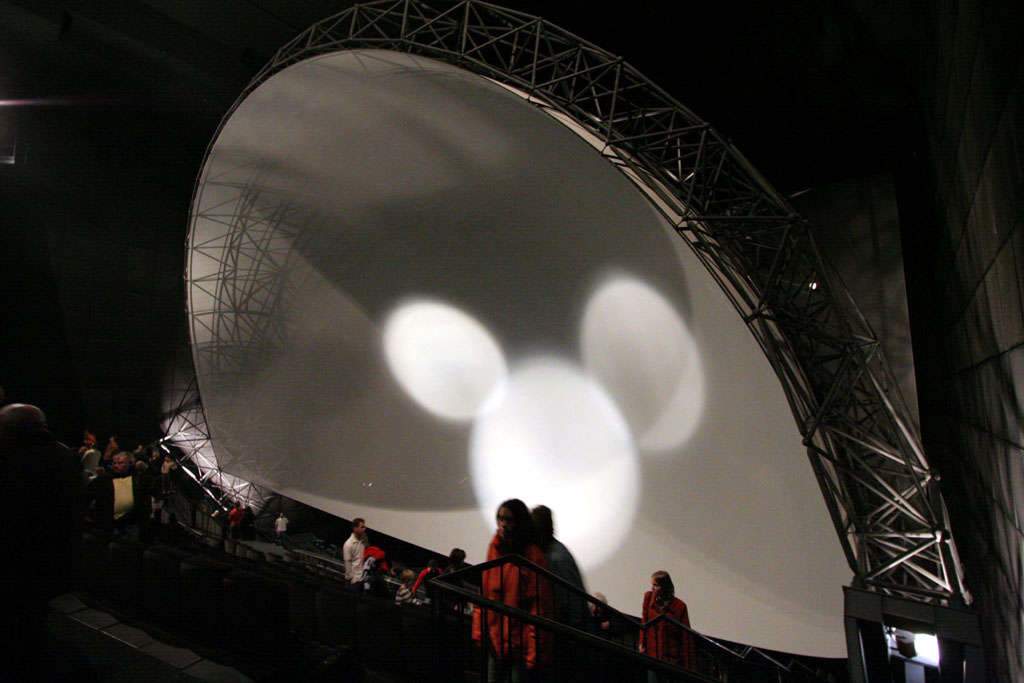

Скры́тый Ми́кки — искусно спрятанный силуэт Микки Мауса, состоящий из трёх окружностей, символизирующих уши и голову мышонка. При внимательном просмотре «скрытых Микки» можно заметить во многих классических мультфильмах Диснея (таких как «Король Лев» и «Король Лев 3», «Русалочка», «Питер Пэн» и др.), а также в диснейлендах и других аналогичных тематических парках.
Голова Микки Мауса — давно известный и широко используемый диснеевский символ и талисман, однако, распознать его не всегда просто. В мультфильмах «скрытый Микки» может принять форму скалы, водоёма или созвездия (см., например, «Король Лев 3»), а в реальности может неявным образом проявляться как часть архитектурного ансамбля или даже как опора линии электропередачи.
До какого-то момента «скрытые Микки» оставались профессиональной тайной компании Диснея и могли являться своего рода «подписью» того или иного художника, архитектора или инженера. Однако через некоторое время секрет был раскрыт, и существование «скрытых Микки» было признано руководством компании. Теперь в некоторых тематических диснеевских парках посетители даже могут приобрести специальные брошюры и книги, содержащие подсказки, как и где искать знаменитый «трицикл».

## «Скрытые Микки» в кинематографе
Ниже приведён неполный список фильмов и мультфильмов, в которых при внимательном просмотре можно заметить силуэты Микки Мауса.
- Белоснежка и семь гномов
- Бэмби
- Питер Пэн
- Золушка (мультфильм, 1950)
- Спящая красавица
- Чёрный котёл
- Русалочка
- Красавица и Чудовище
- Король лев
- Король лев 3: Хакуна матата

На DVD-диске с мультфильмом можно найти игру, цель которой — отыскать на задних планах 20 целенаправленно спрятанных силуэтов Микки.
- Лило и Стич
- Пираты Карибского моря: Проклятие «Чёрной жемчужины»